# Navire à hydrogène

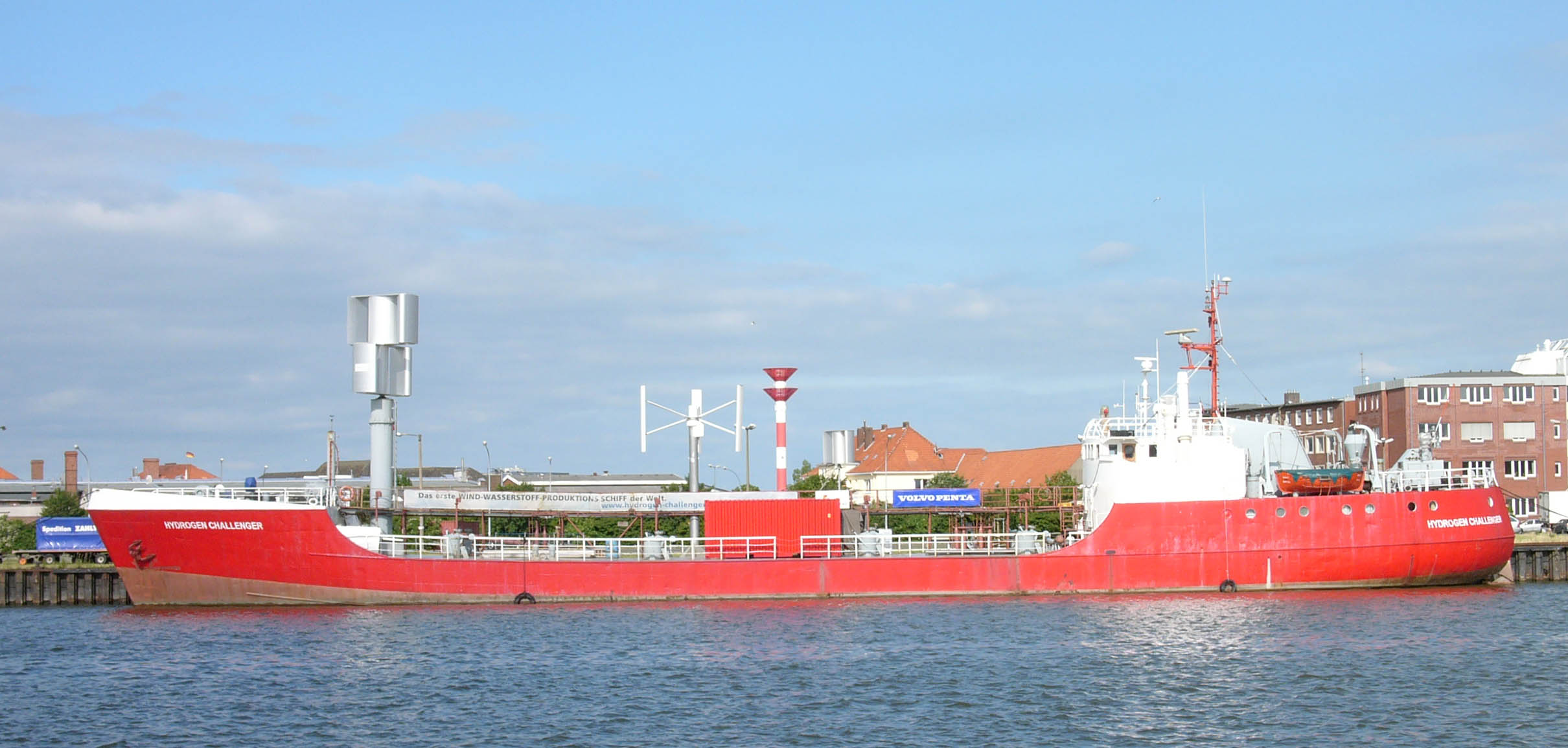
Navire à hydrogène

Un navire à hydrogène est un navire qui utilise une transformation chimique de l'hydrogène comme énergie de propulsion.

## Historique
Le navire Hydra de 22 personnes est inauguré en 2000 puis, en 2003, le Duffy-Herreshoff watertaxi (en) est en service ainsi que le Yacht N ° 1 et Hydroxy3000.
Le AUV DeepC (en) et Yacht XV 1 (en) sont présentés en 2004. Xperiance (nl) de 12 personnes débute en 2006.
En 2007, la Tuckerboot (de) de 8 passagers et la péniche Ross Barlow font leurs débuts et, en 2008, le projet Zemships de 100 passagers est en cours.
En 2017, L’Energy Observer est le premier bateau autonome à hydrogène à voir le jour. Mis à l'eau à St-Malo en France en avril 2017, ce navire est une reconversion d’un maxi-catamaran .  Sous le commandement de Victorien Erussard il est le fruit d’une collaboration avec les ingénieurs du Liten qui a permis ce projet afin d’évaluer la capacité de la navigation autonome à l'hydrogène.

## Économie
Hjalti Pall Ingolfsson de la compagnie Icelandic New Energy, a déclaré que les navires sont en train de rapidement devenir la plus importante source de pollution de l'air dans l'Union Européenne. Il est estimé que d'ici 2020 les émissions de dioxyde de soufre et d'oxydes d'azote provenant des navires dépasseront les émissions des transports terrestres en Europe. Un autre grand problème à traiter serait le stockage de l'hydrogène à bord des navires, étant donné qu'il n'y aurait pas de possibilité de recharge en mer. Cette opération pourrait être réalisée par des navires ravitailleurs, comme actuellement dans le cas de la propulsion thermique.

## Infrastructure
La nécessité d'une infrastructure à hydrogène varie, où le Yacht N ° 1 (en) a été alimenté par une station mobile d'hydrogène, le Yacht XV 1 (en) a un générateur autonome, le Xperiance (en) et Tuckerboot (en) ont  des réservoirs d'hydrogène à haute pression  échangeables qui peut être remplis à une station d'hydrogène locale, la péniche (en) Ross Barlow utilise des réservoirs fixes de basse pression à base d'hydrures métalliques et dépend des stations de remplissage sur le bord de l'eau, Zemships se recharge à un réservoir de 17 000 litres fixe qui est lui-même ravitaillé en carburant par voie terrestre.

## Codes et normes
Les codes et les normes ont été identifiés à maintes reprises comme l'un des principaux obstacles institutionnels à la mise à technologies de l'hydrogène et le développement d'une économie de l'hydrogène. Afin de permettre à la commercialisation de l'hydrogène dans les produits de consommation, nouveau modèle des codes de construction et d'équipement et d'autres normes techniques sont développées et reconnues par les autorités fédérales, étatiques et les administrations locales. La Germanischer Lloyd guidelines for fuel cells on ships and boats (nl) est utilisée pour l'hydre, le Tuckerboot (de), le Yacht n ° 1, le Zebotec et le Zemships.

## Recherche
Le nouveau navire H est un projet de 15 mois qui a commencé projet février 2004. FC-SHIP a été financé par la Commission européenne au titre du 5e PC - Croissance de 2002 à 2004. Le Viking Fellowship est un projet nordique. Le projet SMART H2 a débuté en 2007 en adaptant une pile à combustible dans le baleinier Elding.